# NGC 5618
NGC 5618 é uma galáxia espiral barrada (SBc) localizada na direcção da constelação de Virgo. Possui uma declinação de -02° 15' 46" e uma ascensão recta de 14 horas, 27 minutos e 11,8 segundos.
A galáxia NGC 5618 foi descoberta em 23 de Março de 1789 por William Herschel.